# 艾丽斯·芒罗
艾丽斯·安·芒罗（英語：Alice Ann Munro，1931年7月10日—2024年5月13日），或譯艾莉絲·孟洛、爱丽丝·蒙若、愛麗絲·門羅，原姓萊德勞（Laidlaw），加拿大女作家，被譽為「加拿大的契诃夫」，三次获得加拿大总督奖，於2009年获得布克国际奖。
2013年，以「當代短篇小說大師」的成就，成為第一位加拿大籍女性諾貝爾獎得主，也是第13位獲得诺贝尔文学奖的女性作家。加拿大環球郵報The Globe and Mail報導孟若於安大略安養院過世新聞時指，她生前罹患失智症至少十二年，推估起來早先於獲得諾貝爾文學獎。

## 生平
艾丽斯·芒罗出生于加拿大安大略省溫厄姆，芒罗大部分的小说都是和她安大略省西南部的家乡有关。其父亲从事狐狸和貂的养殖，母亲Anne Clarke Laidlaw是名教师。芒罗1951年毕业于西安大略大学英语专业。1968年是加拿大女权运动的最高峰，时年37岁的她发表了第一部短篇小说集《快乐影子之舞》一炮而红，获得加拿大总督文学奖。
2024年5月13日，其於加拿大安大略省霍霍港的家中去世，享年92岁，去世時已至少罹患失智症12年。
2024年7月，芒罗的女儿安德里亚·罗宾·斯金纳向《多伦多星报》揭发，芒罗的第二任丈夫杰拉尔德·弗雷姆林（Gerald Fremlin）在她9岁时就对她进行了性侵犯。而芒罗在弗雷姆林被判有罪后，仍然支持他并与他保持婚姻关系，即使明知他的性犯罪行为，直到2013年他去世。

## 职业生涯
芒罗的第一部受到高度评价的小说集是《快乐影子之舞》（Dance of the Happy Shades，1968），她凭借这本小说集获得了加拿大文学的最高奖，加拿大总督奖。很快她又写了一部线索复杂的故事集《女孩和女人的生活》（Lives of Girls and Women，1971），有时都不能称之为小说。在1978年，芒罗又发表了一部线索复杂的小说《你以为你是谁？》（Who Do You Think You Are?）。她凭借这本书再次获得了加拿大总督奖。1979年到1982年期间，孟若旅居澳大利亚，中国和斯堪的纳维亚半岛。1980年，芒罗成为英属哥伦比亚大学和昆士兰大学的客座教授。1980到1990年期间，她每四年发表一本小说集。
芒罗的作品经常发表于《纽约客》、《大西洋月刊》、《Grand Street》、《Mademoiselle》和《巴黎评论》。在一篇推广她于2006年发表的一部小说集《从城堡向外看》（The View from Castle Rock）的评论中，芒罗提到她可能不再出版任何小说集。她后来收回言论，又出版其他小说集。她的小说集《乐极生悲》在2009年八月发表。小说《来自远山的熊》被改编为电影，由莎拉·波莉执导，朱莉·克里斯蒂和高登·平森特出演，电影名为《柳暗花明》。这部电影于2006年在多伦多国际电影节上首映，并被提名为最佳改编电影学术大奖，但遗憾未能获奖。
2013年10月10日，芒罗被授予诺贝尔文学奖，并被评价为“现代短篇小说大师”。她是第一位加拿大籍获奖者和第十三位女性获奖者。

## 作品風格
芒罗以短篇小说见长，至2013年共创作了11部短篇小说集和1部类似故事集的长篇小说。她的小说写的都是渥太华郊区小镇平民中的爱情、家庭日常生活，涉及的却都是和生老病死相关的主题。芒罗笔触简单朴素却细腻地刻画出生活平淡真实的面貌，给读者带来真挚深沉的情感。很多人把她和写美国南方生活的福克纳和奥康纳相比，她还被美国犹太作家辛西娅·奥齐克称为「当代契诃夫」，并被很多欧美媒体评论为“当代最伟大小说家”。
很多芒罗的小说都是以安大略省的Huron County为背景，因此她小说有鲜明的地域特色。另外一个特点是她是一个知识广博的故事叙述者。很多评论家拿她的小说的小城背景与美国南部村庄的作家相比。但是她以女性视角写出的作品要更为复杂。很多她的作品被归为是南安大略哥特小说。
芒罗的作品经常被拿来与很多伟大的短篇小说家相比较。她在小说中经常使用第二人称，这和契诃夫的小说很相似。就像Garan Holcombe评论道：“所有的内容都是在自于灵光乍现的一瞬，突然的顿悟，连精确的相关的细节都会有。”芒罗的作品是有关爱和工作，生与死的。 她和契诃夫一样，都迷恋于无法逆转的时间以及它给我们带来令人悲伤的无力感。
在她的作品中有一个经常出现主题，特别是在她的早期作品中，她经常会讨论一个女孩随着年龄的成长，与家庭和小城镇做出的妥协。在最近的作品中，比如《恨，友谊，追求，爱情，婚姻》（2001）和《逃离》（2004），她开始写一些有关中年女性的辛苦劳动，孤独和变老的故事。这是她写作风格转变的一个重要标志。
芒罗的诗歌同样反映了她生活的矛盾：“幽默的讽刺和严肃的讲述共存”，“虔诚的传统的尊奉者但又是偏执的盲信者”，“特别，但是又没用的知识”，“惊悚和快乐的语言风格并存”。她的风格正是通过矛盾的风格的交织来反映真实的生活，因此她的风格看起来很普通，但是很特别。就像Robert Thacker评论道：“芒罗的作品使评论家和读者产生一种共鸣。他们会被一种似乎落入俗套，但是有很特别，很接近人性的风格所吸引。”
很多评论家认为芒罗的短篇故事是非常有情感和文学深度的。很多人怀疑她写的到底是故事还是小说。 Alex Keegan 给出了一个简单的答案：“这个不重要，小说的要素在芒罗的故事中都存在。”

## 主要作品
| 名称                                                                                           | 出版机构       | 出版时间 | ISBN                                                     |
| ---------------------------------------------------------------------------------------------- | -------------- | -------- | -------------------------------------------------------- |
| 《我年轻时的朋友》（Friend of My Youth）                                                       | Vintage        | 1991     | ISBN 009-982-060-9 （ISBN 067-972-957-7，1991）          |
| 《乞丐女孩——弗罗与罗斯的故事》（The Beggar Maid: Stories of Flo and Rose）                     | Vintage        | 1991     | ISBN 067-973-271-3                                       |
| 《传家之物》（Family Furnishings: Selected Stories）                                           | Vintage        | 1997     | ISBN 067-976-674-X                                       |
| 《快乐影子之舞》（Dance of the Happy Shades）                                                  | Vintage        | 1998     | ISBN 067-978-151-X                                       |
| 《女孩和女人们的生活》（Lives of Girls and Women）                                             | BTC Audiobooks | 1998     | ISBN 086-492-260-4 （Penguin，ISBN 014-012-161-7，1998） |
| 《你以為你是誰？》（Who Do You Think You Are?）                                                | Penguin        | 1998     | ISBN 014-024-158-2                                       |
| 《恨，友谊，追求，爱情，婚姻》（Hateship, Friendship, Courtship, Loveship, Marriage: Stories） | Vintage        | 2002     | ISBN 037-572-743-4                                       |
| Something I've Been Meaning to Tell You: 13 Stories                                            | Vintage        | 2004     | ISBN 978-037-570-748-3                                   |
| 《逃离》（Runaway）                                                                            | Vintage        | 2005     | ISBN 978-140-007-791-5                                   |
| 《幸福过了头》（Too Much Happiness: Stories）                                                  | Knopf          | 2009     | ISBN 978-030-726-976-8                                   |
| 《亲爱的生活》（Dear Life: Stories）                                                           | Vintage        | 2013     | ISBN 978-030-774-372-5                                   |

### 中文版书籍

#### 简体本
- 《快乐影子之舞》（Dance of the Happy Shades，原文出版于1968年，译林出版社出版，ISBN 9787544745703 再版 ISBN 9787544771665）
- 《女孩和女人们的生活》（Lives of Girls and Women，原文出版于1971年，译林出版社出版，ISBN 9787544745734）
- 《我一直想要告诉你的事》（Something I've Been Meaning to Tell You，原文出版于1974年，译林出版社出版，ISBN 9787544774307）
- 《你以为你是谁？》（Who Do You Think You Are?，原文出版于1978年，译林出版社出版，ISBN 9787544772259）
- 《木星的卫星》（The Moons of Jupiter，原文出版于1982年，译林出版社出版，ISBN 9787544775519）
- 《爱的进程》（The Progress of Love，原文出版于1986年，译林出版社出版，ISBN 9787544745710）
- 《我年轻时的朋友》（Friend of My Youth，原文出版于1990年，译林出版社出版，ISBN 9787544772266）
- 《公开的秘密》（Open Secrets，原文出版于1994年，译林出版社出版，ISBN 9787544745406）
- 《好女人的爱情》（The Love of a Good Woman，原文出版于1998年，译林出版社出版，ISBN 9787544745697）
- 《恨，友谊，追求，爱情，婚姻》（Hateship, Friendship, Courtship, Loveship, Marriage，原文出版于2001年，译林出版社出版，ISBN 9787544745727）
- 《逃离》（Runaway，原文出版于2004年，北京十月文艺出版社出版，ISBN 9787530209837）
- 《岩石堡风景》（The View from Castle Rock，原文出版于2006年，译林出版社出版，ISBN 9787544772358）
- 《幸福过了头》（Too Much Happiness，原文出版于2009年，译林出版社出版，ISBN 9787544745741）
- 《亲爱的生活》（Dear Life，原文出版于2012年，北京十月文艺出版社出版，ISBN 9787530213827）
- 《传家之物》（Family Furnishings: Selected Stories，原文出版于2014年，理想国丨广西师范大学出版社出版，ISBN 9787559802644）

#### 繁体本
- 《太多幸福：諾貝爾獎得主艾莉絲．孟若短篇小說集1》，台灣木馬文化出版
- 《親愛的人生：諾貝爾獎得主艾莉絲．孟若短篇小說集2》，台灣木馬文化出版
- 《相愛或是相守：諾貝爾獎得主艾莉絲．孟若短篇小說集3》，台灣木馬文化出版
- 《幸福陰影之舞：諾貝爾獎得主艾莉絲．孟若短篇小說集4》，台灣木馬文化出版
- 《雌性生活：諾貝爾獎得主艾莉絲．孟若短篇小說集5》，台灣木馬文化出版
- 《城堡岩海景：諾貝爾獎得主艾莉絲．孟若短篇小說集6）》，台灣木馬文化出版
- 《愛的進程：諾貝爾獎得主艾莉絲．孟若短篇小說集7》，台灣木馬文化出版
- 《一直想對你說：諾貝爾獎得主艾莉絲．孟若短篇小說集8》，台灣木馬文化出版
- 《年少友人：諾貝爾獎得主艾莉絲．孟若短篇小說集9》，台灣木馬文化出版
- 《妳以為妳是誰？：諾貝爾獎得主艾莉絲．孟若短篇小說集10》，台灣木馬文化出版
- 《木星的衛星：諾貝爾獎得主艾莉絲．孟若短篇小說集11》，台灣木馬文化出版
- 《公開的秘密：諾貝爾獎得主艾莉絲．孟若短篇小說集12》，台灣木馬文化出版
- 《好女人的心意：諾貝爾獎得主艾莉絲．孟若短篇小說集13》，台灣木馬文化出版
- 《出走：諾貝爾獎得主艾莉絲．孟若短篇小說集14》，台灣木馬文化出版

## 个人生活
1951年她与James Munro结婚，50年代两人生育了三个女儿——Sheila、Catherine和Jenny分别出生于1953年、1955年和1957年。不过Catherine在出生15小时后就死去。
1963年，夫妇俩搬至維多利亞并开了一家流行书店—— 孟若書店，目前还在经营中。1966年，女儿Andrea出生。1972年夫妇俩离婚，之后她又回到安大略省并专注于写作。1976年她与地理学者傑拉德·弗雷林（Gerald Fremlin）结婚，徵得Fremlin的同意，Alice保留了前夫的姓氏。婚後，她和Fremlin搬到安大略省Clinton附近的一个农场居住，Fremlin于2013年4月逝世。

### 性虐待共謀指控
2024年，孟若去世後不久，她最小的女兒安德里亞·斯金納（Andrea Skinner）公開透露，繼父弗雷林在1976年對當時9歲的她進行性侵犯。自己雖然曾經向親生父親提及此事，但是親生父親並未把如此嚴重的事情轉達給母親孟若。孟若在斯金納25歲時得知此事，然而卻視若無睹，反而指責斯金納基於父權的「厭女」文化要求她做出反應，並繼續和弗雷林生活。
2005年，斯金納看到母親在《紐約時報》專訪中對弗雷林讚譽有加後，她毅然決然報警以指控繼父的罪行；弗雷林同一年坦承犯下強暴猥褻罪行，並被判處緩刑。根據《多倫多星報》摘錄的一封信，弗雷姆談及斯金納時曾寫道：「我認為安德里亞闖入我的臥室，是為了進行性冒險。」斯金納表示，幾十年後，她和母親孟若的關係疏遠，當時她懷孕時曾告訴孟若，弗雷林不能與自己的孩子在一起，「然後她只是冷冷地告訴我，這對她來說將是一個可怕的不便。」根據史金納的說法，她的母親「選擇留下來並保護我的施虐者」。
自2014年吉姆·門若退休以來，蒙羅書店（Munro's Books）的管理階層就不再與孟若家族保持任何關係，他們發表了一份支持斯金納的聲明，部分內容如下：「與如此多的讀者和作家一樣，我們需要時間來消化這一消息及其可能對遺產的影響」。

## 外部連結
- List of Works （页面存档备份，存于）
- 艾丽斯·芒罗在互联网电影资料库（IMDb）上的資料（英文）
- "Alice Munro, The Art of Fiction No. 137" （页面存档备份，存于）, The Paris Review No. 131, Summer 1994
- W. H. New. .   [2024-07-09]. （原始内容存档于2019-08-18）.
- Alice Munro at the British Council Writers Directory
- Stories by Alice Munro accessible online （页面存档备份，存于）
- Alice Munro's papers (fonds) held at the University of Calgary （页面存档备份，存于）
- How To Tell If You Are in an Alice Munro Story （页面存档备份，存于）, 8 December 2014